# Mineralquellen-Route
De Mineralquellen-Route (Mineraalbronnenfietsroute) is een lange afstandsfietsroute in Duitsland. De route verbindt de Kalkeifel-Radweg en de Maare-Moselradweg en legt zo een verbinding met andere fietsroutes in de Eifel. De route is vernoemd naar de beroemde mineraalbronnen van Daun. Het traject is bewegwijzerd in twee richtingen. 

## Aansluitingen met andere routes
- In Kerpen kan worden aangesloten op de Kalkeifel-Radweg.
- In Daun kan worden aangesloten op de Maare-Moselradweg.